# Fernando García Curten
Fernando García Curten (San Pedro, Provincia de Buenos Aires, 18 de enero de 1939), es un dibujante y escultor argentino. Sus obras están expuestas en colecciones públicas y privadas en Argentina, España, Estados Unidos y otros países tanto de Europa como de América Latina.

Se que no pertenezco al admirado mundo de los grandes artistas que logran en sus obras la pura y serena belleza, las que en cósmica armonía son algo así como la prolongación de Dios sobre el planeta, los que, en infinita bondad, purifican los espacios. Yo pertenezco a la desventurada y querida especie humana, y estoy metido inexorablemente en su enajenación y desdicha. Esa especie que ha producido unos pocos santos y demasiados torturadores y asesinos, fabricantes de armas y fabricantes de hambre, destructores de la madre tierra y traidores del destino humano. Siento esa culpa y, con basura y piedad, construyo mi obra, concibiendo el arte (y la vida) como un pesado esfuerzo para evitar el desastre final, como una manera de asumir el caos existencial, mostrarlo en dolorosa confesión y, a partir de allí, encontrar la esperanza, tal vez la salvación.

## Biografía
Nació en San Pedro, Provincia de Buenos Aires, el 18 de enero de 1939.
En 1965 se casó con Susana "Chichi" Tosso, poeta y maestra de bailarinas.
Vivió en Estados Unidos entre 1965 y 1967. Estudió con Carlos López Ruiz y Tink Strother (Estados Unidos), Pedro Suñer y Mele Bruniard (Argentina).
En 1967 fue invitado por la Whittier Public Library (California) para su primera muestra individual.
Residió en España durante 1978. En ese año obtuvo una Beca del Instituto de Cultura Hispánica y expuso individualmente en Madrid.
Obtuvo una Mención Honorífica en Estados Unidos en 1967 y entre 1976 y 1977 dos primeros premios en Argentina.
En 1981 fue invitado por la Elizalde Gallery para exponer en la Universidad de Los Ángeles.
Entre 1983 y 1984 fue invitado por Illinois Art Council a realizar cinco muestras individuales y dos colectivas en Estados Unidos.
Invitado por Latin - American Cultural Development expuso en Houston, Texas, y en Washington D. C. en 1983. Y entre 1987 y 1988 expuso en Barcelona, España, invitado por la Galería Estol de esa ciudad.
También fue invitado por diversas galerías argentinas a muestras individuales en varias ocasiones (En Rosario: Galería Carrillo, en Buenos Aires: Galería Van Riel, Galería Teodelapio, Centro Cultural General San Martín, Centro Cultural Recoleta, Centro Cultural Borges etc.).
A partir de 1977 dejó de participar en salones competitivos, pero siguió trabajando en su casa natal en San Pedro.
En 1990, luego de que se realizara una muestra retrospectiva exclusivamente dedicada a su obra en el Centro Cultural Recoleta, decidió renunciar a la exhibición pública y regresar a su pueblo natal, abandonando todo contacto con el mundo del arte.

## Casa Museo Fernando García Curten
En 1992, amigos y funcionarios de su pueblo, a través de un convenio entre la Municipalidad y el Taller de las Artes consiguieron convertir su casa de San Pedro, (calle Mitre 1472) en la “Casa-Museo Fernando García Curten”, que fue declarada de interés educativo-cultural por el Consejo General de Cultura y Educación de la Provincia de Buenos Aires en 1995, y de Interés Provincial en 1996. Al respecto, Fernando dijo: 

El artista (cuando es auténtico y veraz) sabe bien que la obra que sale de sus manos no le pertenece, sabe que está trabajando en nombre de todos, sabe humildemente y ante Dios, que sólo es el representante de su época y de su pueblo. Por eso, (y en contra de lo que dice el mercado del arte), el objeto creado debe volver a la gente, porque a ella corresponde. Por eso, mi familia y yo hemos decidido legar al patrimonio comunitario alrededor de 2.300 obras, que deberán permanecer en esta casa, y para siempre.

## Obras
En sus esculturas, utiliza pedazos de chatarra, madera rota y carcomida -basura atada con clavos y alambre- que junta hasta llegar a la figura de un Cristo en la cruz, un ángel en pleno vuelo o la desesperación de un ciclista proveniente de Hiroshima.
Hay obras suyas en colecciones públicas y privadas del país (Buenos Aires, Catamarca, Rosario) y del extranjero (Madrid, Barcelona, Mallorca, Los Ángeles, Illinois. También en Brasil, Nicaragua, Venezuela, México, Bélgica e Italia).
Sus obras fueron avaladas por más de 150 opiniones críticas publicadas en revistas, libros y periódicos del país y del exterior.
En palabras del escritor Abelardo Castillo, en un texto donde describe la obra y cosmovisión de García Curten, dijo: 

Fernando no es el único escultor que descubrió la nobleza de la basura, la utilidad estética del deshecho, la morfología de la chatarra, la divina proporción de lo informe. Lo que a mí me asombra es la originalidad de este solitario. Originalidad a lo Kierkegaard, quien supo que la originalidad nace del centro de la angustia. Originalidad qué, básicamente, consiste en volver a intentar lo que han intentado todos los artistas verdaderos de cualquier época: refutar la evidencia de la muerte. Con bronce, con palabras, con sonidos o con desperdicios: da lo mismo. Probablemente Fernando García Curten haya elegido el único camino posible en nuestro tiempo: robarle a la muerte sus propios materiales, luchar por la vida con la forma y la materia de sus despojos. Dos fábulas lo avalan: la del Fénix nacido de sus cenizas y la de la greda vil de Adán".

En el libro Un reflejo en la penumbra (mezcla de reportaje, ensayo y literatura) el licenciado en artes, crítico y ensayista Marcos Krämer rescata la figura del escultor Fernando García Curten y lo sitúa en el centro de una interesante reflexión acerca de la mirada sobre el arte entre la subjetividad, la crítica y la historia. En una de las entrevistas al escultor, éste afirmó respecto de su propia obra:

Sé que son desechos cuando están en un volquete o tirados en la calle, pero cuando están en la escultura pasan a otra instancia. Tienen que ser, no digo bellos, pero sí éticos

Por otro lado, el escritor afirma que Curten no busca figuras ni sabe qué llega primero, y allí radicaría su carácter epifánico, cita otra frase del escultor: 

Conservo la vieja fotografía de la misma manera que conservo alguna vieja y hermosa moldura de mi pueblo destruido por el progreso, sin saber que hacer con ella.

Basado en el libro de Krämer, la realizadora y productora argentina Matilde Michanie, filmó el documental "Lo intangible" sobre la vida y obra del artista.